# Haivoron
Haivoron (în ucraineană Гайворон) este orașul raional de reședință al raionului Haivoron din regiunea Kirovohrad, Ucraina. În afara localității principale, mai cuprinde și satul Ordjonikidze.

## Demografie
Componența lingvistică a orașului Haivoron
     Ucraineană (95,44%)
     Rusă (4,07%)
     Alte limbi (0,21%)
Conform recensământului din 2001, majoritatea populației orașului Haivoron era vorbitoare de ucraineană (95,44%), existând în minoritate și vorbitori de rusă (4,07%).